# Salvador de Faria Albernaz
Salvador de Faria Albernaz (final do século XVII - início do século XVIII) foi um militar e sertanista brasileiro natural do Rio de Janeiro. É lhe atribuída a descoberta das "jazidas do Inficionado", atual Santa Rita Durão, no estado de Minas Gerais.
Era filho de Antônio de Faria Albernaz e de sua esposa Catarina de Sisneiro (descritos por Silva Leme no v. VII, pg. 168, de sua obra). Como Capitão, o seu pai, um paulista, tomara parte na bandeira de Antônio Raposo Tavares em 1636, que talou a região do Tape (atual Rio Grande do Sul, tendo vindo a falecer em Taubaté em 1663.

## Biografia
Nascido no Rio de Janeiro, era irmão do sargento-mor Francisco de Farias Albernaz. Juntos desbravaram o interior de Minas, descobrindo ouro na região de Mariana e principalmente na região da atual cidade de Itabira.
Desposou em São Paulo Francisca Ribeiro Duarte. Em 1699 percorreu a região do Carmo, atual Mariana, com o coronel Salvador Fernandes Furtado. Encontrou ouro no Inficionado e acompanhou os membros da família Camargo no descobrimento do ouro no ribeiro do mesmo nome.
Exerceu as funções de Sargento-mor entre 1702 e 1703. Por volta de 1717 iniciaram buscas por ouro na direção do Itambé nas Minas, quando por volta de 1720 descobriram ouro, as margens do córrego da Penha; ao pé do Pico do Cauê;ali se instalaram fundando um pequeno povoado que recebeu o nome de Santana, posteriormente construíram uma capela em homenagem a Nossa Senhora do Rosário em cujos arredores cresceu o povoado e posteriormente a Vila de Sant'ana do Rosário, que daria origem em 1827 a Itabira do Mato Dentro, distrito de Caeté.
O historiador das Minas Gerais, Diogo de Vasconcelos afirma que Salvador foi perseguido pelo Santo Ofício e morreu pobre nas Minas.
Bento Furtado Fernandes de Mendonça, o "coronel das três vilas", falecido em 1765, e filho de um dos mais notáveis bandeirantes dos primeiros anos das Minas (filho de Salvador Fernandes Furtado), assim descreve o que se passou com Salvador:
| “ | "Este bom homem Salvador de Faria era possuidor de boas lavras, e datas de terras minerais, como descobridor, além de estar imenso povo acomodado por aqueles ribeiros seus descobertos desde o tempo das partilhas. Havia muitos reinóis, que invejosos apeteciam o logro daquelas lavras, tendo ocasião do geral levantamento que fulminaram os paulistas, tiveram próxima ocasião de lograr o seu intento; porque este era natural de Taubaté, comarca de São Paulo; e geralmente os naturais de Serra acima reputados por paulistas, emprego do venenoso harpão de ódio, e ambição, arguiram culpas fantásticas a este bom homem, e o prenderam, remetendo-o para o Rio de Janeiro onde dando-lhe as bexigas, morreu delas em casa própria, onde as justiças lhe deram homenagem por não levar culpa formada. E com a sua ausência, lhe tiraram as datas por devolutas, corando o roubo com capa de justiça, logrando por este modo o ódio o seu emprego, e a ambição o seu desejo". | ” |